# Victor Vito
Victor Vasefanua Junior Vito (nacido en Wellington el 27 de marzo de 1987) es un exjugador de rugby neozelandés. Su posición habitual era de Ala y jugó par los All Blacks.

## Carrera

### Clubes
Vito acudió a la escuela privada de Wellington, el Scots College, donde jugó para su primer XV y estuvo interno, así como parte de Uttley House.[cita requerida]
Vito jugó rugby de club para los Marist St Pats en Wellington, y fue un jugador destacado en los Wellington Lions de 2009. En 2010 empezó a jugar con el equipo de los Hurricanes, en el Super 14.

### Internacional
Fue una estrella del rugby a siete de Nueva Zelanda, con los New Zealand Sevens, y capitaneó el equipo de Nueva Zelanda sub-19.[cita requerida] También en 2006 Vito fue nominado para el premio "Jugador del Año sub-19".
Fue seleccionado para el equipo de la Copa Mundial de Rugby de 2011, que ganó Nueva Zelanda.
Incluido igualmente en el equipo de la Copa Mundial de Rugby de 2015, en el partido contra Namibia, que terminó con victoria neozelandesa 58-14, Victor Vito anotó un ensayo.
Formó parte del equipo que ganó la final ante Australia por 34-17, entrando en la historia del rugby al ser la primera selección que gana el título de campeón en dos ediciones consecutivas.

### Palmarés y distinciones notables
- Rugby Championship: 2010, 2012, 2013 y 2014
- Copa del Mundo de Rugby de 2011 y 2015